# Jacopo Bassano
Pour les articles homonymes, voir Bassano et Ponte.
Jacopo Bassano, ou Jacopo dal Ponte ou même Jacopo Bassano l'Ancien (Bassano del Grappa, 1510 - Bassano del Grappa, 13 février 1592) est un peintre italien maniériste de l'école vénitienne. Il est le plus âgé et le plus connu des peintres de la famille Dal Ponte.

## Biographie
Jacopo Bassano est né vers 1510 et mort en 1592 à Bassano del Grappa, village situé à environ 65 km de la ville de Venise, dont il tire son nom.
Son père, Francesco Bassano l'Ancien est un peintre autochtone local qui a créé un atelier familial qui produit principalement des œuvres religieuses. Au cours de sa jeunesse, Bassano est apprenti dans l'atelier de son père qui se définit comme un « artiste paysan ». Dans ses toiles, pissenlits et mauvaises herbes sont décrits avec minutie. Jacopo adoptera des éléments de son style, qu'il mettra à profit pour réaliser des peintures religieuses innovantes à la manière des paysages et des scènes de genre.
Il traite souvent des thèmes bibliques à la manière de scènes de genre rurales, dépeignant des gens qui ressemblent à des paysans locaux et représentant des animaux avec un réel intérêt. Les tableaux de Bassano sont très populaires à Venise en raison de leur représentation d'animaux et de scènes nocturnes. Ses quatre fils : Francesco Bassano le Jeune, Giovanni Battista Bassano, Leandro Bassano et Gerolamo Bassano, sont également devenus des artistes .
Il débute à l'atelier de Bonifazio Veronese à Venise dans les années 1530 et est confronté  à des artistes tels que Titien et Le Pordenone. Il étudie également en autodidacte auprès des autres artistes de son époque. Ses relations avec eux sont variables : Jacopo Bassano dépeint ainsi Le Titien en agent de change dans sa Purification du Temple. Il s'intéresse à la « manière moderne » des nouveaux artistes arrivés à Venise et surtout aux gravures provenant de Rome. Il conserve toutefois son goût pour le naturalisme chromatique et un sens prononcé des volumes et des formes, caractéristiques des peintures de cette époque.
Après la mort de son père en 1539, il retourne à Bassano del Grappa et s'y installe définitivement, prenant comme épouse en 1546, une jeune femme locale, Elisabetta Merzari. Il habite près du pont : on le nomme Jacopo dal Ponte. Sa renommée lui vaut de prendre le nom de sa ville – où il travaille avec ses quatre fils.
Après sa mort en 1592, ses fils continuent à produire des œuvres dans son style, ce qui a rendu difficile pour les historiens de l'art ultérieurs d'établir quelles pièces ont été créées par Jacopo et quelles œuvres ont été créées par sa progéniture. Les Bassano ont en effet mis au point un système de double signature : sur les copies ou variantes exécutées par ses fils, Jacopo appose son paraphe, comme un « label de qualité ». Ils partagent de nombreuses similitudes stylistiques et, de ce fait, quelques œuvres sont difficilement attribuables.

## Style
Entre le milieu des années 1540 et la fin des années 1550, Jacopo Bassano crée sa version du maniérisme en faveur à Venise. Les corps étirés et les grands effets de composition balancée ne lui font pas pour autant abandonner les robes de ses puissants animaux. À la fin de sa carrière le genre pastoral qui a fait sa célébrité lui est commandé par des collectionneurs vénitiens. Il les compose dans un paysage crépusculaire rythmé par les effets presque théâtraux du clair-obscur. Au sujet de l'une des toutes dernières toiles, La Déposition du musée de Lisbonne, W. R. Rearick « pense que Jacopo l'envoya sans doute à Venise pour qu'elle serve de modèle dans l'atelier de son fils Francesco, d'où sont sorties la plupart des versions connues du thème (dont la version du Louvre) ».
Jacopo Bassano est considéré comme unique parmi ses collègues artistes de la Renaissance par sa capacité à incorporer diverses influences artistiques (dont Albrecht Dürer, Parmigianino, Le Tintoret et Raphael) dans son travail malgré sa réticence à quitter le confort de sa ville natale. On pense qu'il a découvert leur art en voyant leurs gravures, dont il était très probablement un collectionneur passionné.
L'introduction du quotidien dans la peinture religieuse, a rencontré la faveur des commanditaires et a eu un grand succès au XVIIe siècle, y compris à la cour de Louis XIV, grâce à Richelieu. Au XIXe siècle, quand on commence à porter attention à la qualité intrinsèque de chaque œuvre, l'inégalité de leur facture apparaît. Les Bassano rejoignent en nombre les réserves des musées et sont un peu oubliés.
Jacopo figure dans le groupe des musiciens des Noces de Cana de Véronèse.

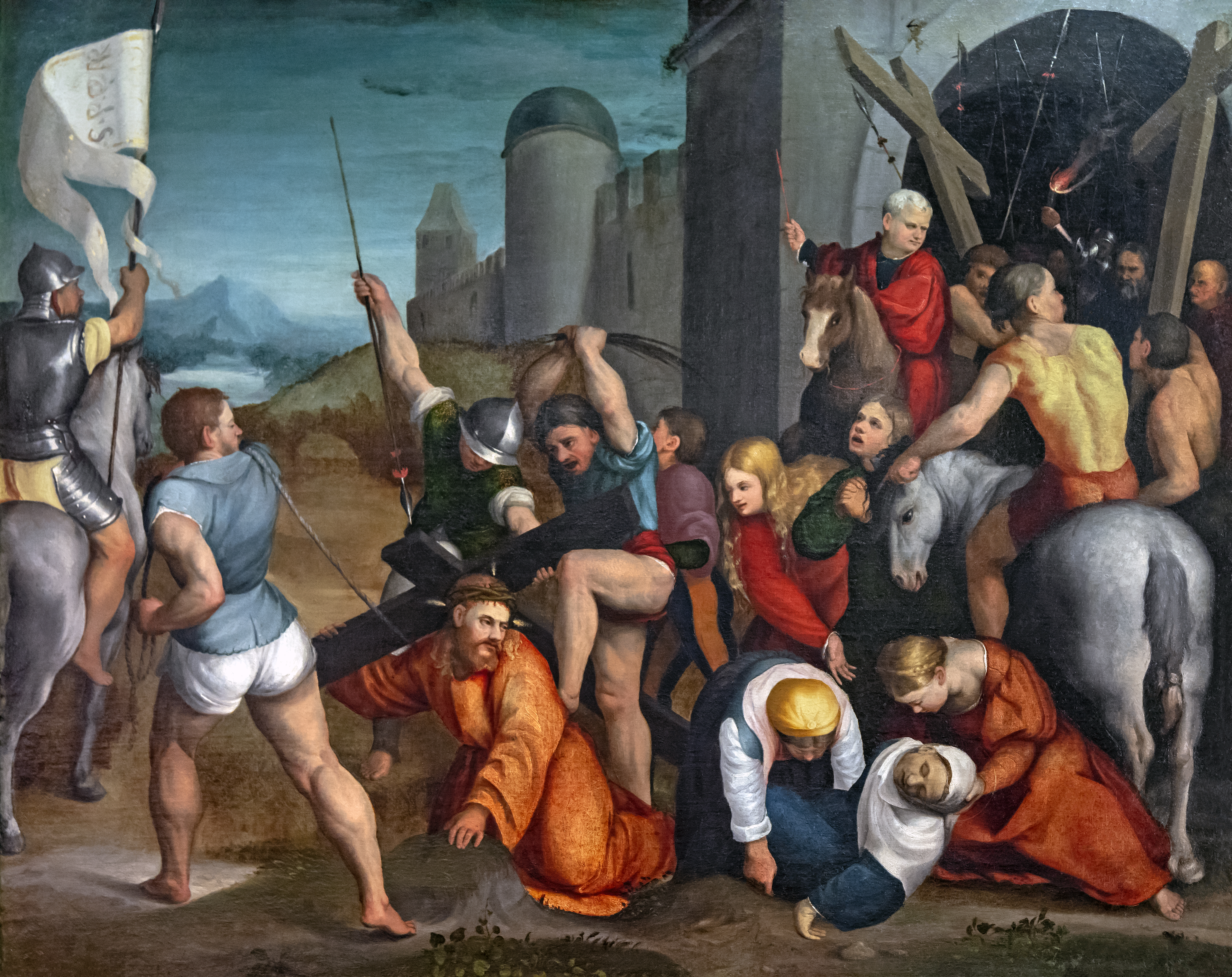
La montée au calvaire, 1535-1538. Huile / toile, 96 / 5 × 122 cm. Fondation Bemberg Toulouse.
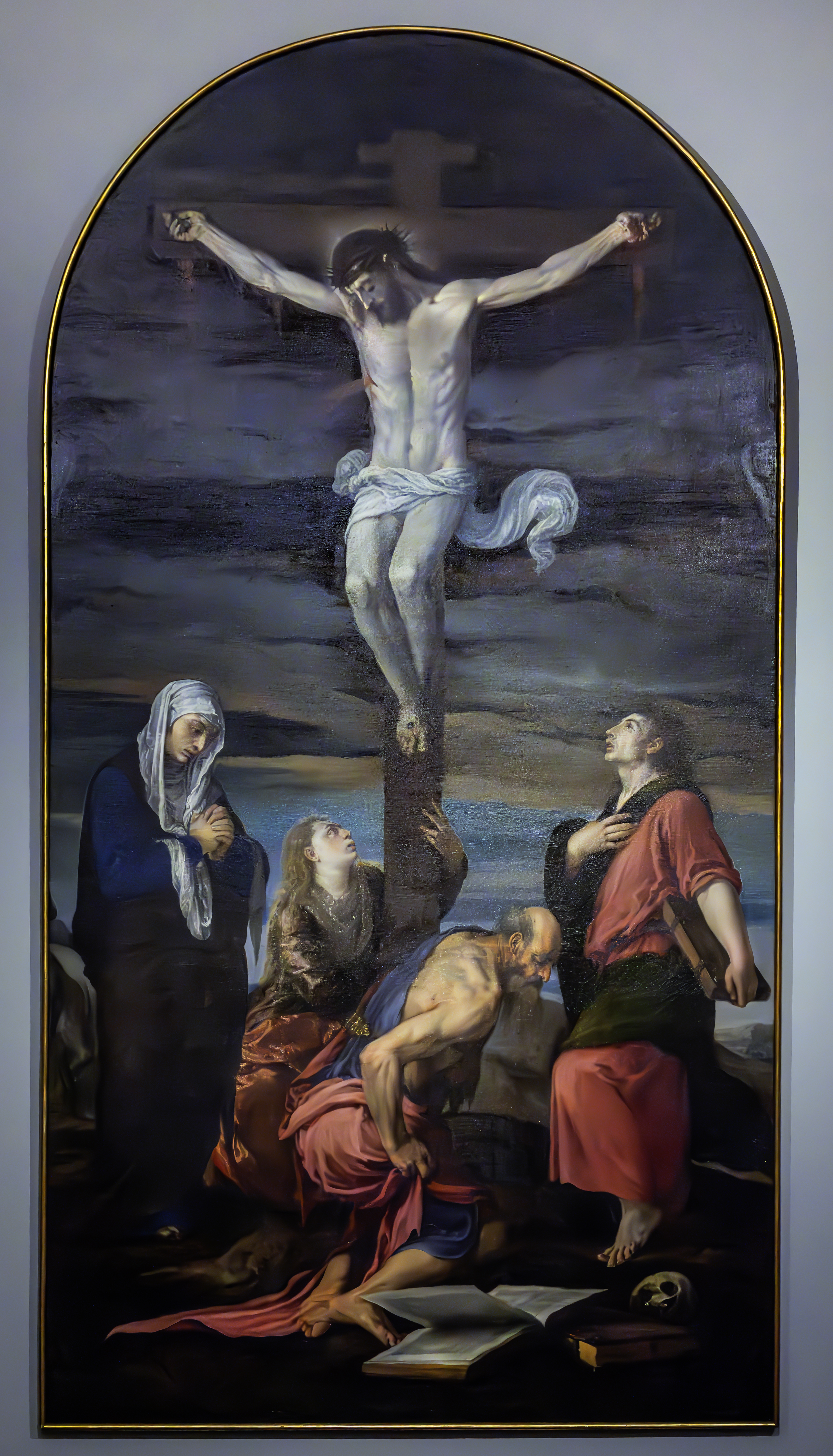
Crucifixion avec la Madone, Saint Jean l'Évangéliste, Madeleine et Saint Jérôme (1562-1563) Musée civique de Trévise Santa Catarina.
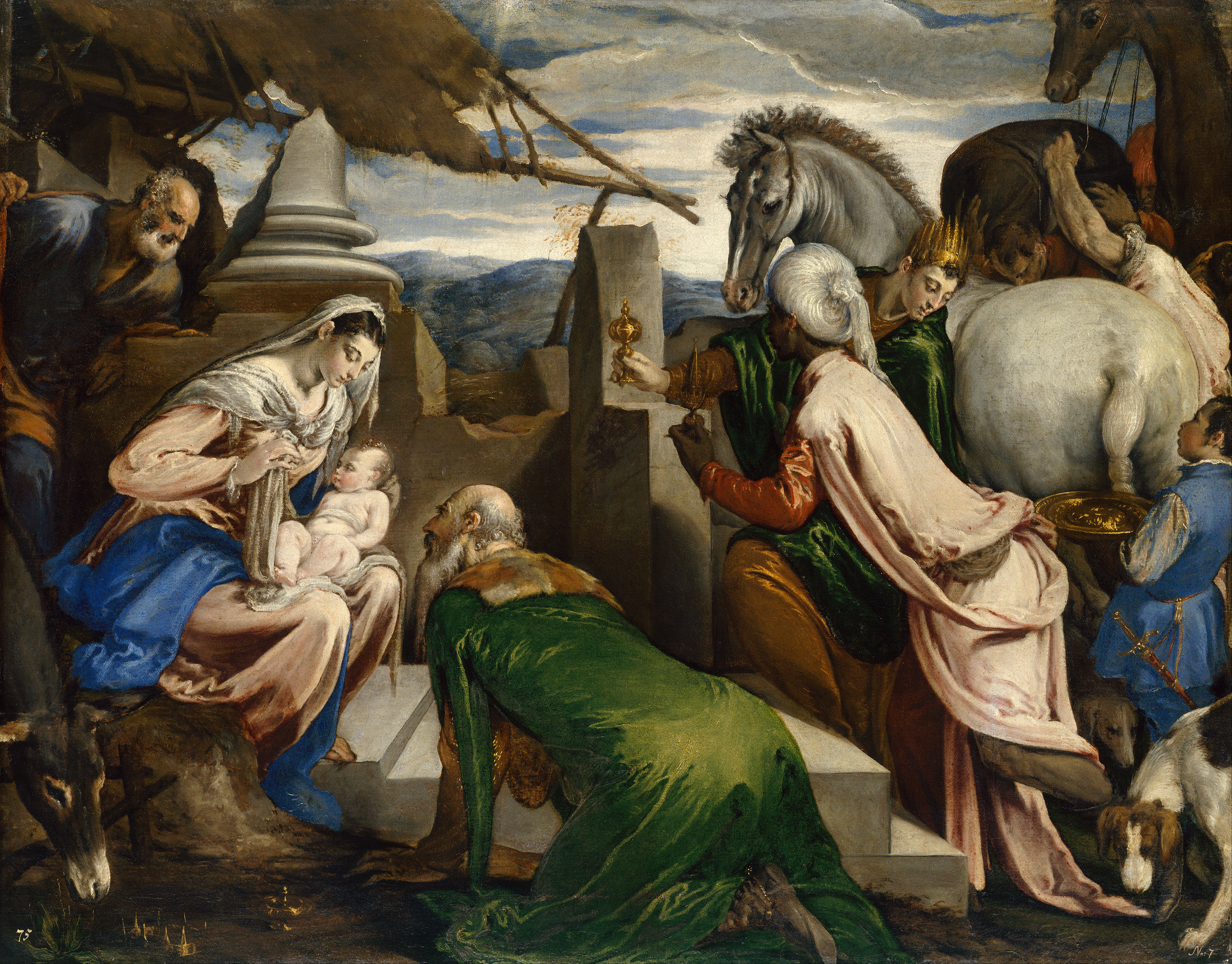
L'adoration des mages, 1563-1564. Huile / toile, 92 × 117 cm. Musée d'histoire de l'art de Vienne
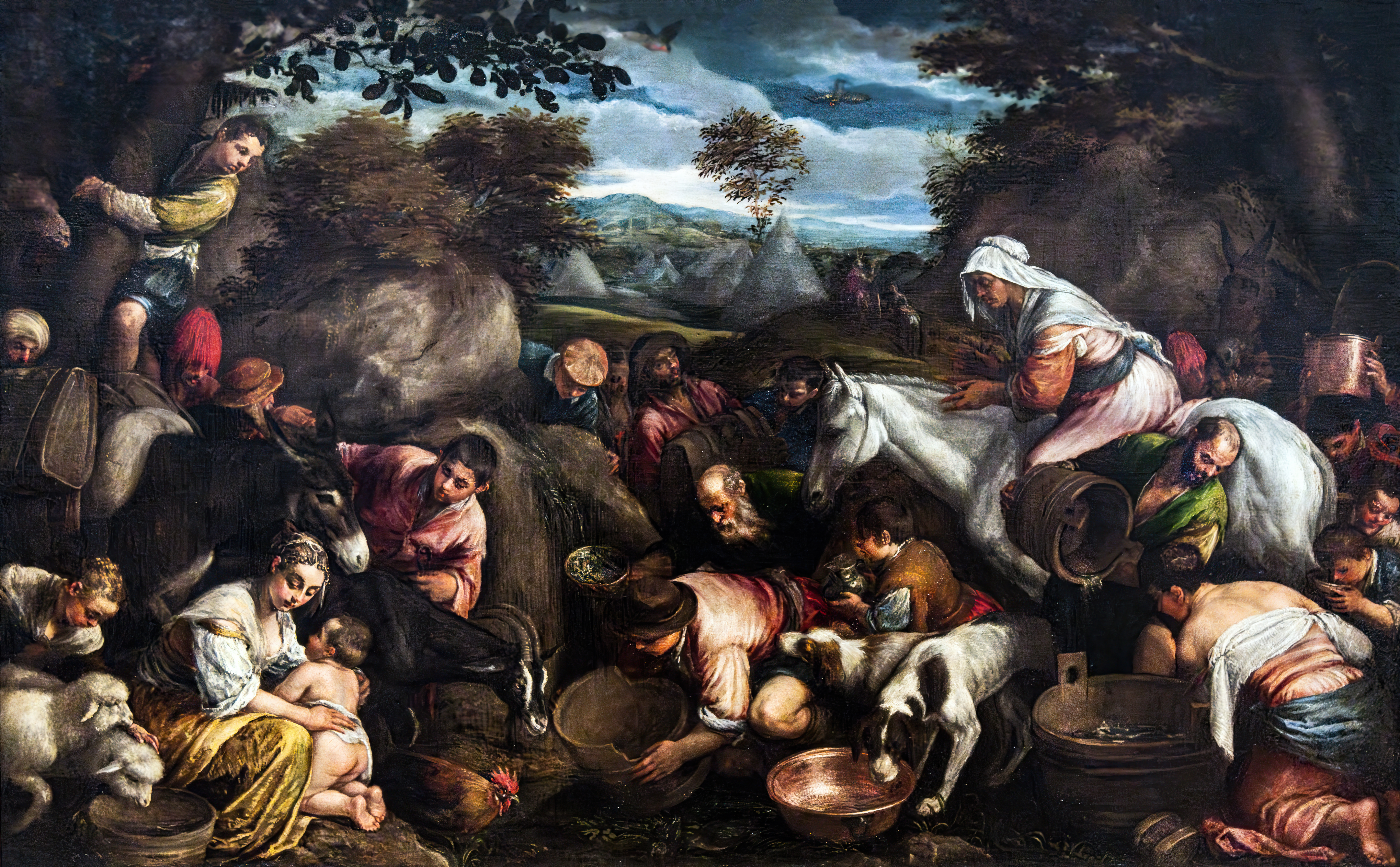
Le Miracle de l'eau; v.1569 Palais royal de Varsovie
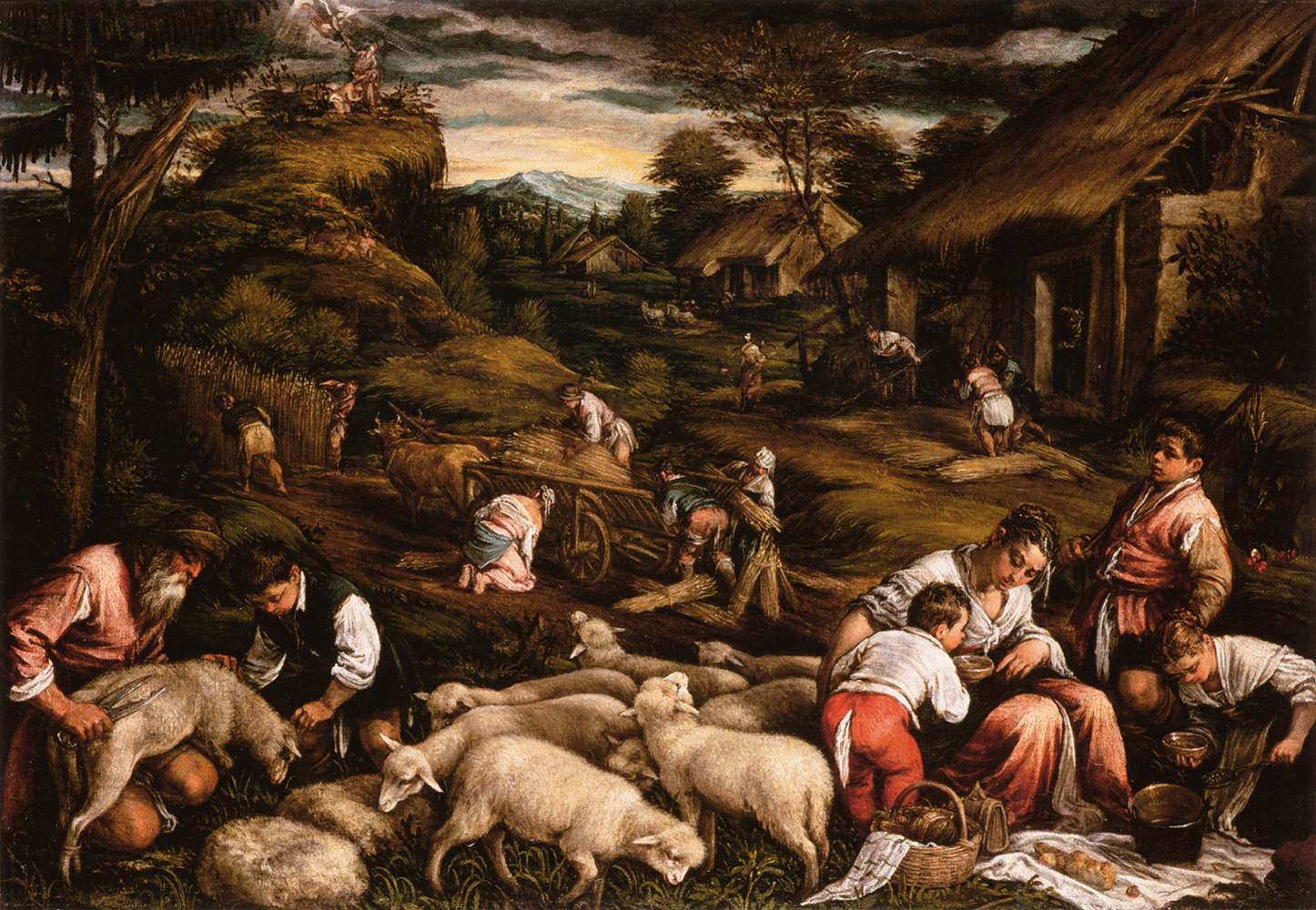
L'Été (le sacrifice d'Isaac), v. 1575. Huile / toile 79 × 111 cm. Musée d'histoire de l'art de Vienne
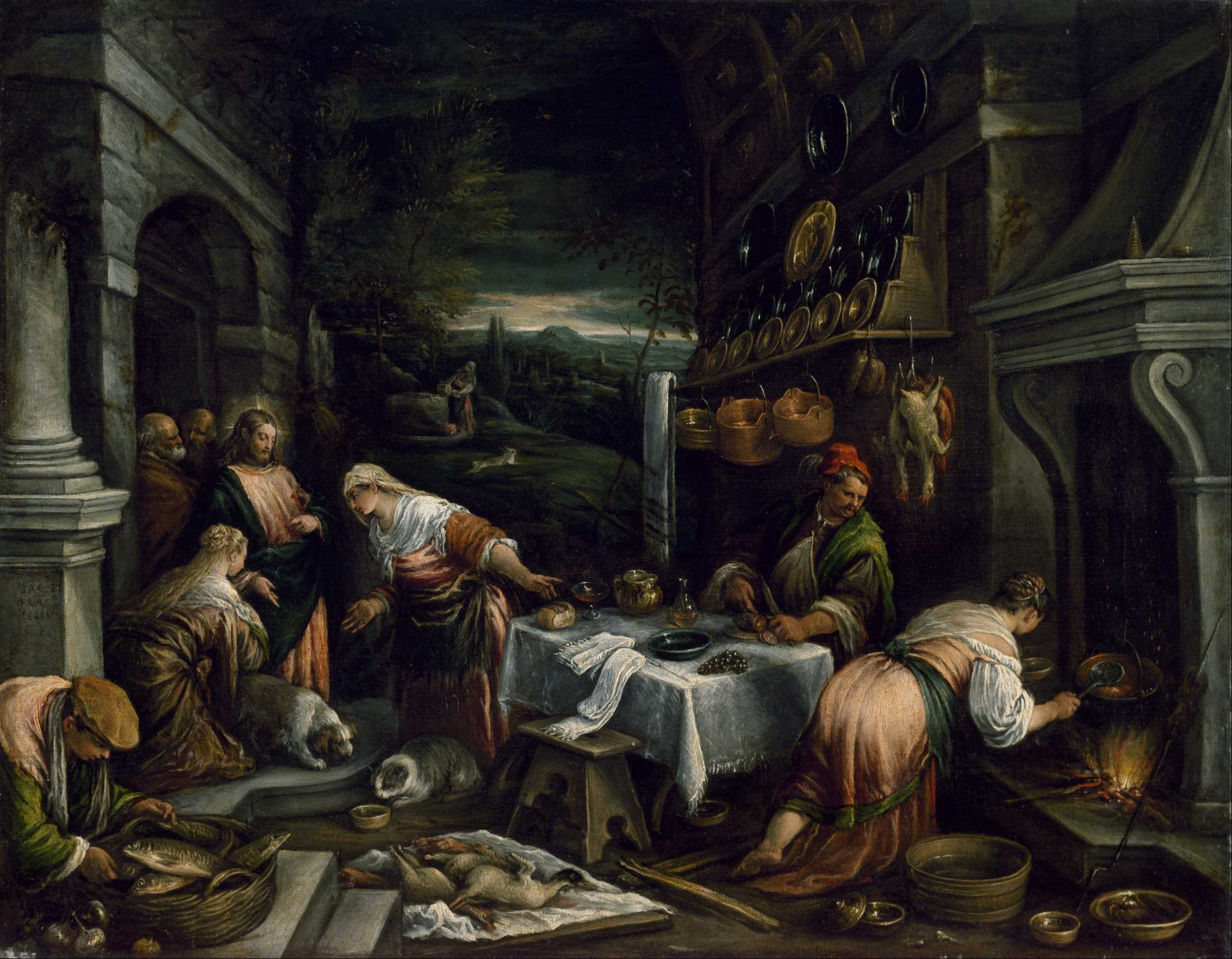
Le Christ dans la maison de Marie, Marthe et Lazare, v. 1577. Huile / toile, 98 × 126 cm. Musée des beaux-arts de Houston
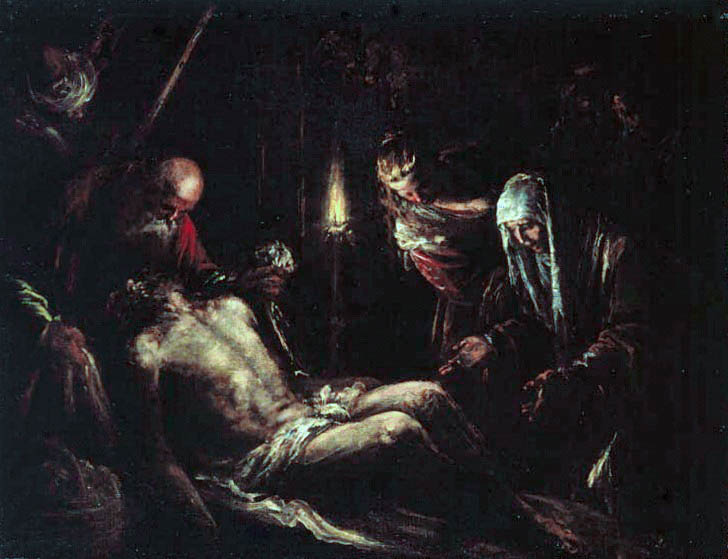
La Déposition inachevée ? 1580 - 1590. Huile sur toile, 60 × 76 cm. Museu Nacional de Arte Antiga de Lisbonne
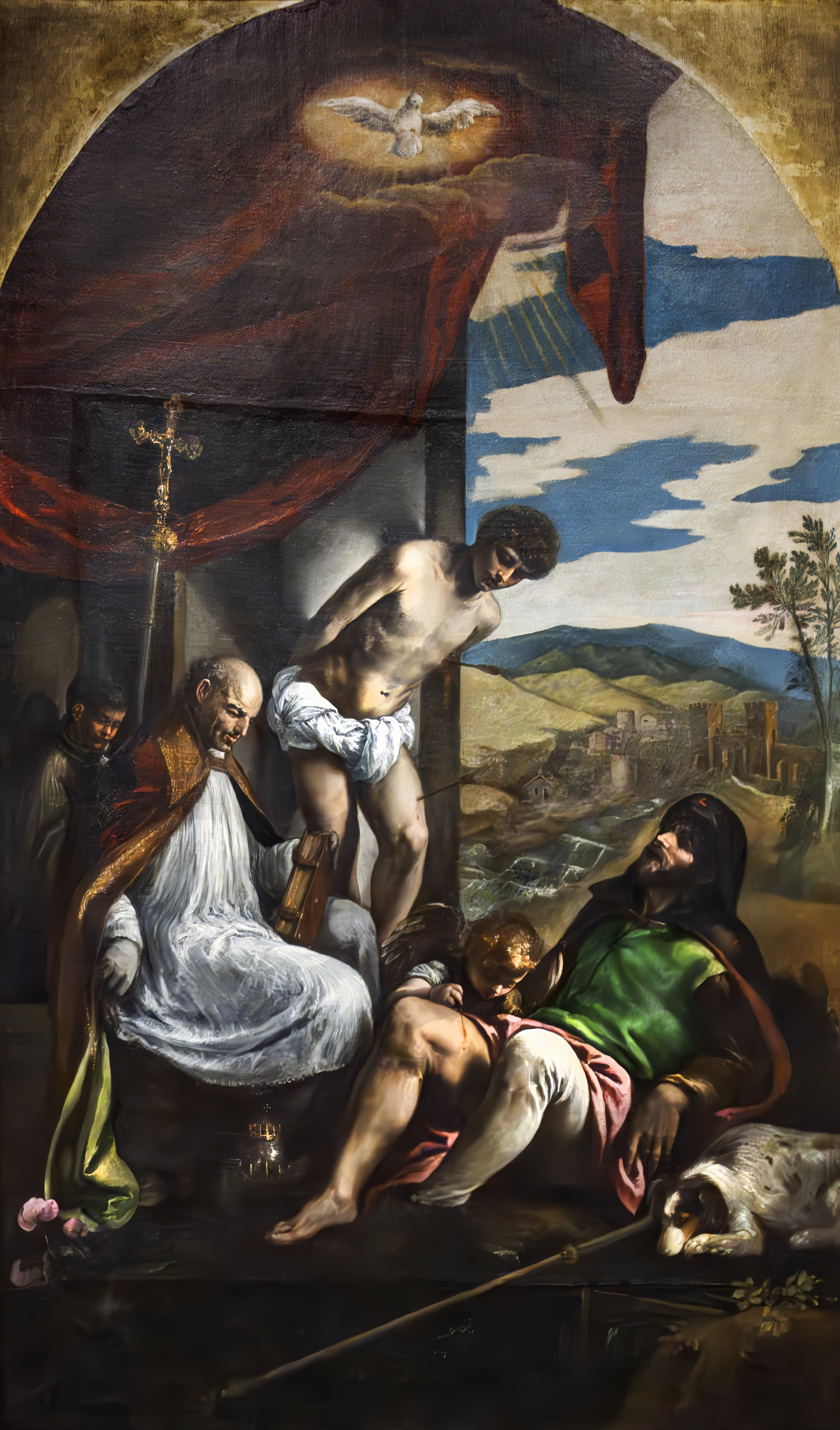
St. Rocco, St. Sebastian and St.Fabian par Jacopo Bassano et Ludovico Pozzoserrato Trévise

### Périodes

#### Premières œuvres, années 1530 et au-delà

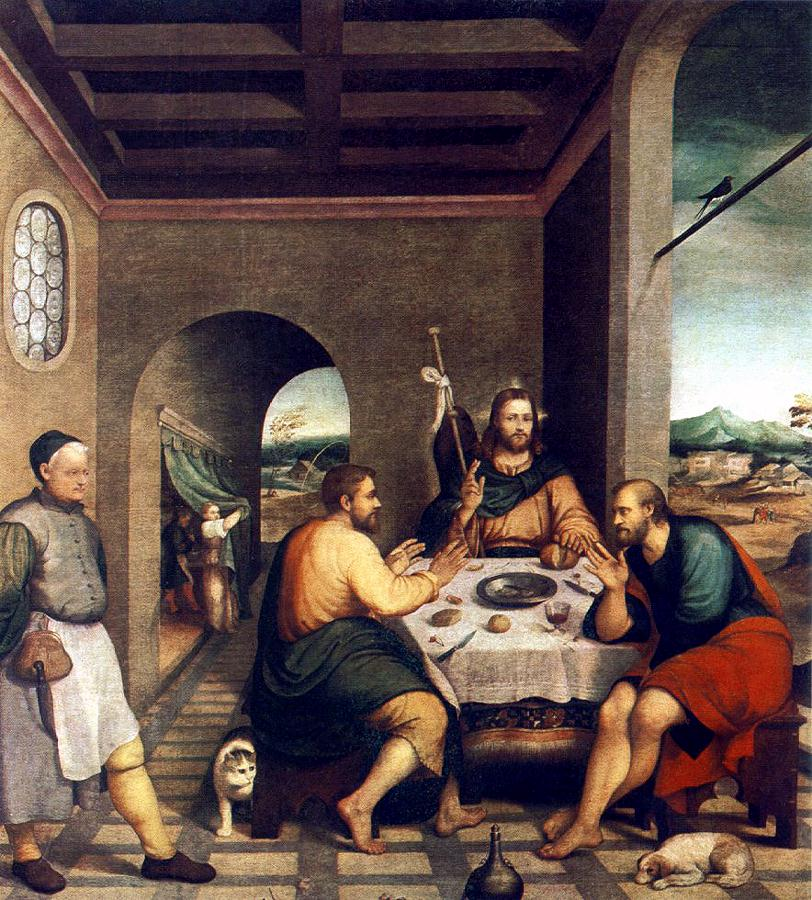
Le Christ se révélant aux pèlerins d'Emmaüs, cathédrale de Citadella, près de Bassano. v. 1538, huile sur toile.

Bonifazio de Pitati a transmis à son jeune élève une connaissance durable de l'œuvre de Titien, dont l'influence se voit clairement dans ses premières pièces. Les premières peintures de Bassano montrent son obsession de toute une vie pour les couleurs brillantes qu'il a vues dans les premières œuvres de Titien, en particulier dans son Christ se révélant aux pèlerins d'Emmaüs (1538). Dans cette commande pour une église locale, Bassano remplit la toile de couleurs riches et lumineuses qui aident à distinguer les personnages de leur environnement proche. Il rompt avec les pratiques de ses contemporains en plaçant la figure du Christ vers le fond de la scène et en permettant aux laïcs qui l'entourent de jouer un rôle plus significatif dans la composition. Ils sont également uniques par leurs robes. Au lieu de vêtir ses personnages de tissus drapés et informes que de nombreux artistes de la Renaissance assimilent à la mode romaine classique, Bassano choisit de présenter des personnages vêtus de vêtements du XVIe siècle. Les détails de cette pièce en sont l'aspect le plus souvent discuté. Pour de nombreux historiens de l'art, son inclusion de divers aliments sur les tables, un chien allongé et un chat se faufilant autour des chaises, ainsi que de nombreux personnages secondaires témoigne de la pratique de Bassano de dessiner d'après nature au lieu de s'appuyer sur les conventions stylistiques de l'époque.

#### Maniérisme

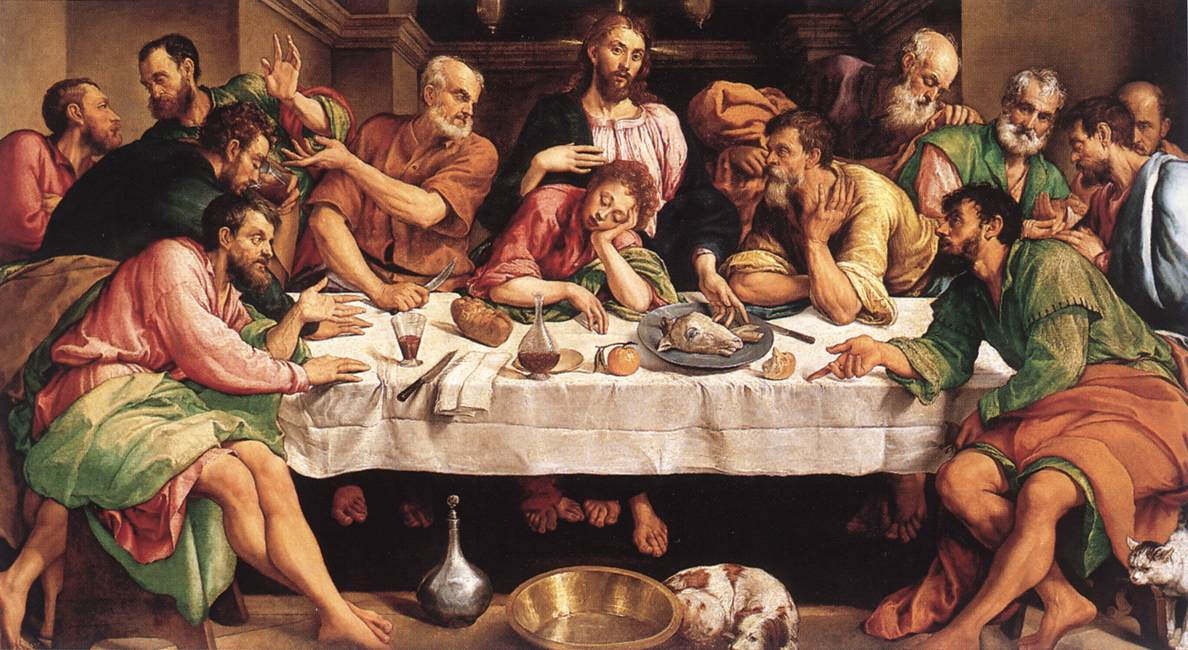
La Cène, v. 1546 Huile sur toile, Galerie Borghèse.

Son tableau, La Cène (1546), montre son nouvel intérêt pour le maniérisme. Dans cette œuvre, il exprime des influences liées aux estampes contemporaines de Dürer et aux peintures de Raphaël. Cela s'exprime notamment dans les émotions très chargées des sujets et la posture dynamique et très stylisée des personnages. La préoccupation maniériste pour les éléments de conception hautement développés est évidente dans le placement soigné et le « caractère » des personnages de Bassano pour créer une composition active qui guide les yeux du spectateur autour de chaque détail de la toile. Par rapport aux personnages précédents, qui étaient plus posés, les personnages de Bassano dans La Cène semblent vivants, leur peau suggérant les muscles et les tendons, très différents des postures « en bois » et fatiguées de ses premiers travaux.
Bassano a commencé à expérimenter la lumière et ses sujets vers les années 1550-1570. C'est à cette époque qu'il est l'un des premiers artistes à peindre un « nocturne », c'est-à-dire un tableau dans un paysage nocturne avec éclairage artificiel. Ce type de peinture est extrêmement populaire auprès du public local et rend les peintures de Bassano très appréciées. Ses œuvres ont également commencé à mettre en évidence des éléments pastoraux, qui étaient à la fois peints par son père et faisant partie de son environnement. Plutôt que de placer des scènes religieuses dans des décors romains classiques (comme le faisaient ses homologues de la Renaissance), il place des personnages dans un paysage plus naturel, où les arbres et les fleurs sont aussi soigneusement rendus que ses personnages.

#### Période de maturité
À partir de la fin des années 1550, l'œuvre de Bassano se caractérise par un intérêt pour les sujets rustiques. S'inspirant des peintures pastorales et des gravures du Titien et d'autres artistes, il crée des compositions qui montrent des bergers et des animaux se déplaçant dans la campagne. Plutôt que de placer des scènes religieuses dans des décors romains classiques (comme le faisaient ses homologues de la Renaissance), il a placé des personnages dans un paysage plus naturel, où les arbres et les fleurs étaient rendus avec autant de soin que les personnages. Nombre de ses tableaux se déroulent dans le paysage de Bassano del Grappa, sa ville natale. Montrant souvent des scènes de travail agricole, ces peintures reflètent l'effort continu de transformation du continent vénitien en une région plus productive sur le plan agricole, mais certaines de ses œuvres semblent également faire allusion aux dangers d'une mauvaise gestion de l'environnement.

## Œuvres dans les collections

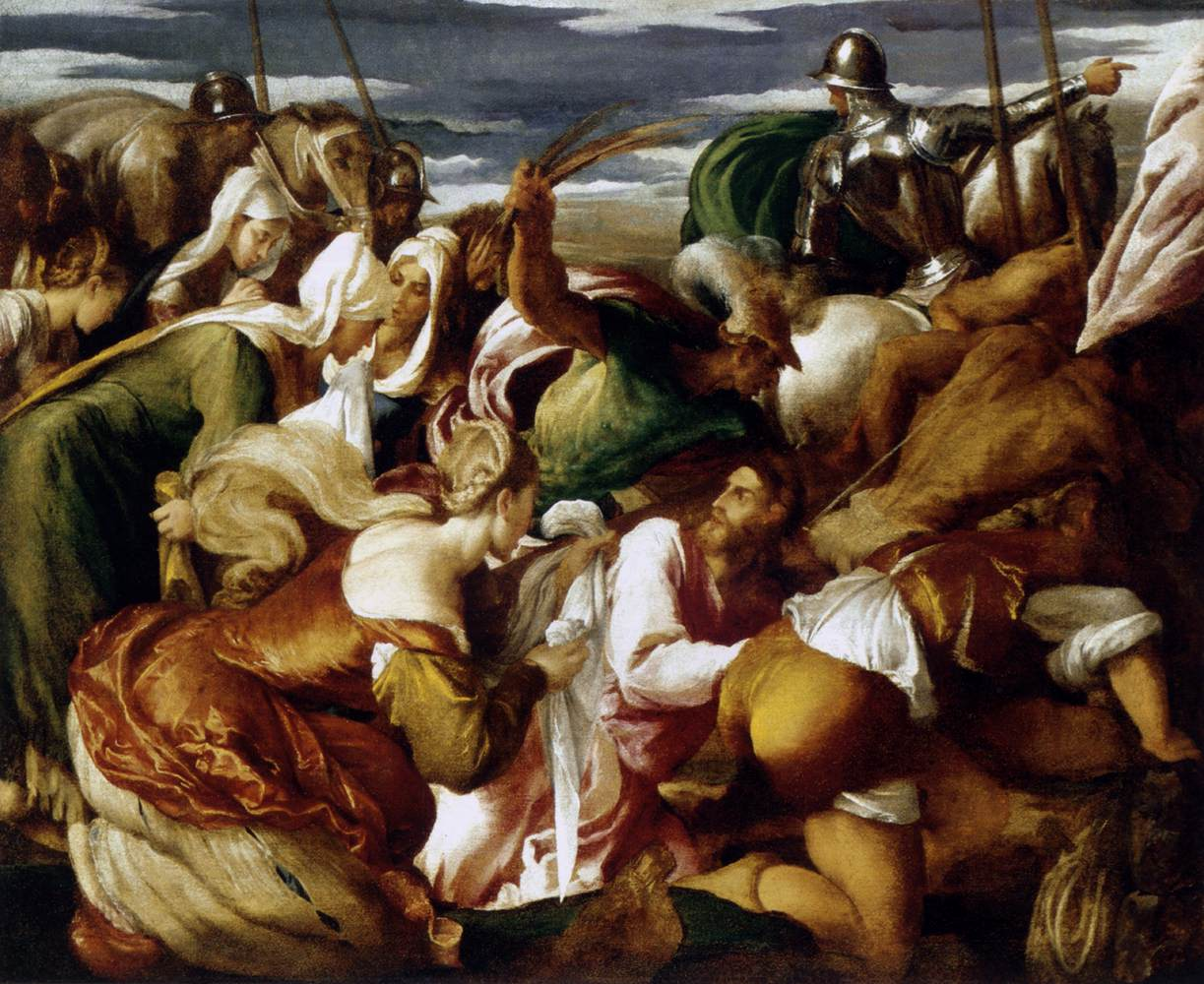
La montée au calvaire, vers 1550-51. Huile / toile,. Musée des beaux-arts de Budapest

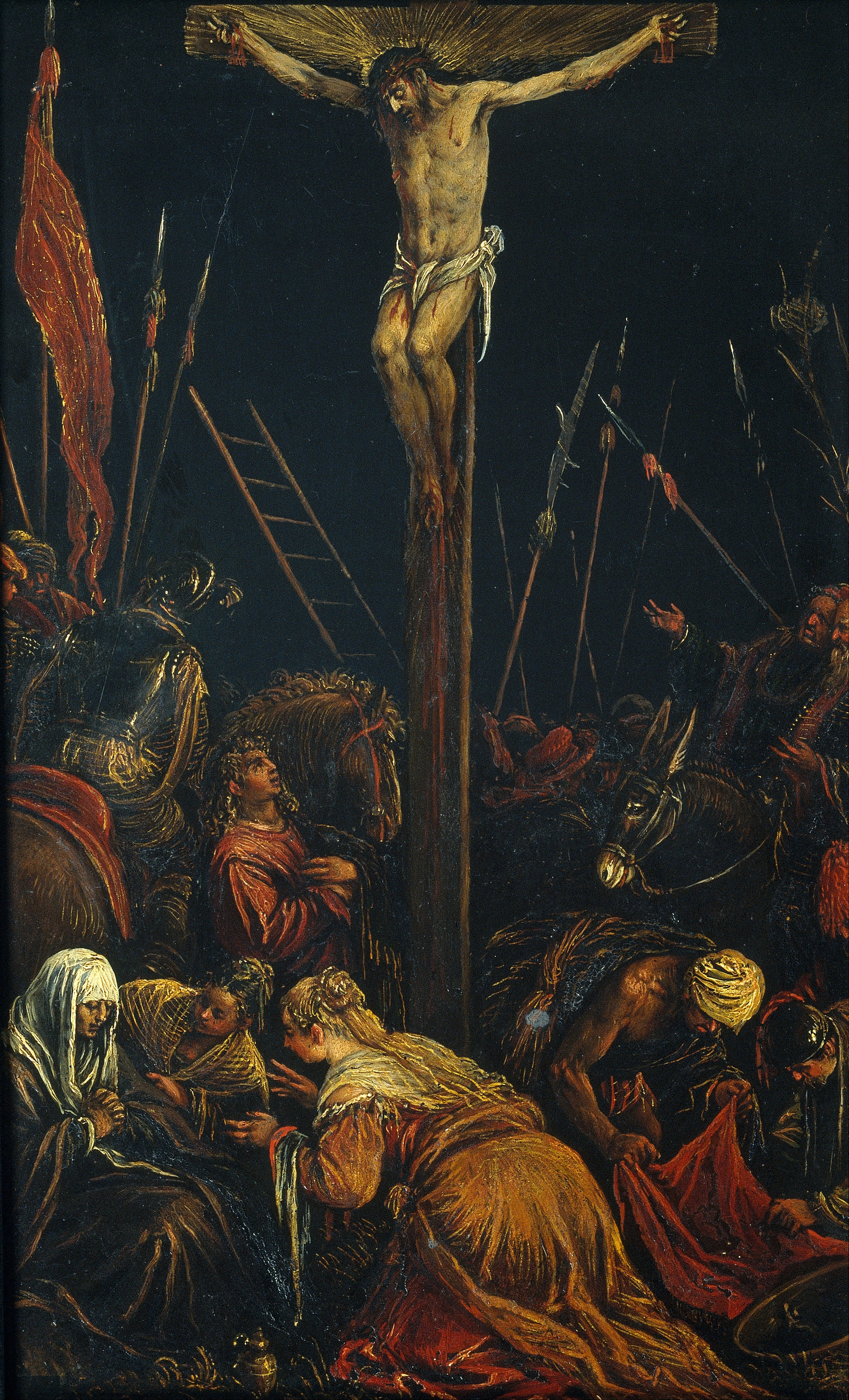
Le calvaire, v. 1575. Huile sur ardoise. .Musée national d'art de Catalogne.

- Déposition de la Croix (1532), Église San Luca di Crosara, près de Bassano
- L'Annonce aux bergers (v. 1533) huile sur toile, 116 × 94 cm, Château de Belvoir, Leicestershire, Angleterre[8]
- La montée au calvaire, 1535-1538. Huile / toile, 96 / 5 × 122 cm. Fondation Bemberg Toulouse.
- Le Christ se révélant aux pèlerins d'Emmaüs (1536-1537), Cathédrale de Cittadella près de Bassano
- Saint Vigile en gloire avec saint Jérôme et saint Jean Baptiste (1537), Église San Vigilio, Pove del Grappa. (Main de son frère Giambattista ?)
- Vierge à l'Enfant avec saint Jean Baptiste (1537), Église Santa Maria, Borso del Grappa
- La Vierge, l'Enfant et le petit saint Jean (1545), huile sur toile, 79 × 60 cm, Pavillon de la Meridiana, Palais Pitti, Florence. Tableau analogue, exécuté précédemment, et conservé à Bergame[9]
- L'Adoration des bergers (1545-1547), toile, 95 × 140 cm, Gallerie dell'Accademia de Venise[10]
- Noli me tangere (1546), Église San Biagio, Onara di Tombolo
- Deux Chiens de chasse liés à une souche (v. 1548), toile, 61 × 80 cm, Musée du Louvre, Paris[11]
- Adoration des bergers, 1548 Galeries de l'Académie de Venise [10]

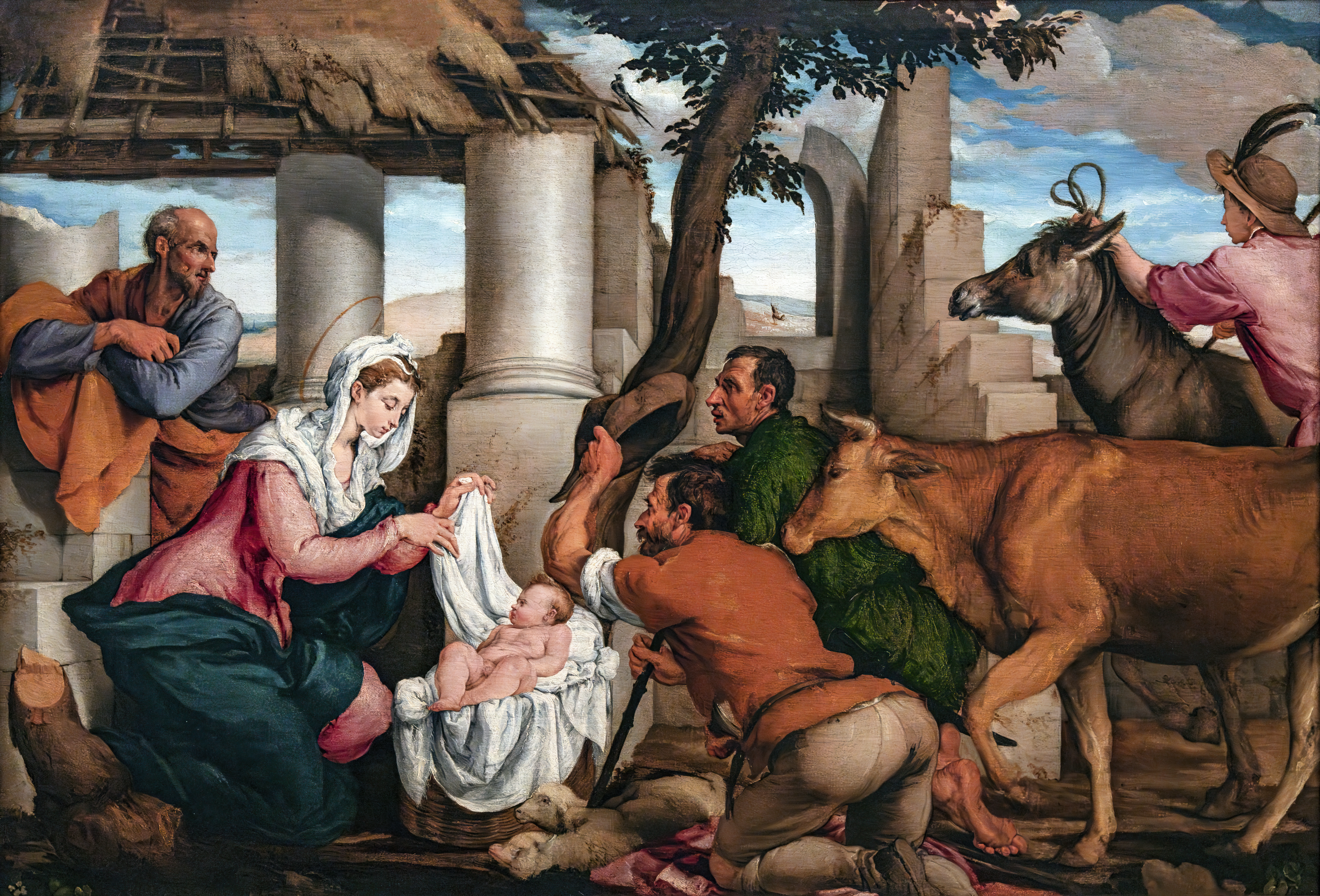
L'Adoration des bergers (1545) Gallerie dell'Accademia de Venise

- Portrait d'un homme barbu (1550), huile sur toile, J. Paul Getty Museum, Los Angeles
- La Descente du Saint Esprit (1551), toile, Église San Giacomo, Lusiana
- L'Adoration des bergers, huile sur toile, Galerie Borghèse, Rome
- Deux chiens (1555), huile sur toile, 85 × 126 cm, Galerie des Offices, Florence
- L'Adoration des mages (~1560) avec Francesco, Musée de l'Ermitage, Saint-Pétersbourg
- Sainte Justine en trône entre saint Roch, saint Sébastien et saint Antoine abbé (v. 1560), Église Santa Giustina, Enego
- Saint Jérome en méditation ou Saint Jérôme au désert (v.1560), toile, 119 × 154 cm, Galleria dell'Accademia de Florence
- Le Bon Samaritain (1562-1563), National Gallery, Londres
- L'Adoration des bergers, vers 1562-1563, huile sur toile, 72 × 112 cm, collection Alana (acquisition 2014), Newark (Delaware), États-Unis[12]
- L'Adoration des mages (1565) toile, 92 × 117 cm, Kunsthistorisches Museum, Vienne[13]. Cette toile servit à illustrer en Italie le timbre de 0,60 € de 2006.
- Saint Fabian, saint Sébastien et saint Roch (1565-1568), Musée de l'Ermitage, Saint-Pétersbourg
- Jésus chassant les marchands du temple (1570), dessins à la craie de couleur, J. Paul Getty Museum, Los Angeles
- Saint Marc en gloire entre saint Jean et saint Barthélemy (1573), Église San Marco, Cassola
- Le Prêche de saint Paul (1574), avec la participation de son fils Francesco, Église San Antonio, Marostica.
- Le Retour de Jacob dans sa famille ou Voyage de Jacob (1580), huile sur toile, 150 × 205 cm, Palais des Doges, Venise. Provient du Palais Contarini à San Samuele[14]
- Déposition de la Croix (1582-1584), Musée de l'Ermitage, Saint-Pétersbourg
- La Nativité (1590-1591), toile, 421 × 219 cm, Basilique San Giorgio Maggiore de Venise[14]

Non datés
- L'Annonce faite aux bergers, Musée des beaux-arts de Chambéry
- Plusieurs tableaux au Musée des beaux-arts de Nîmes
- La Construction de l'arche de Noé, Musée des beaux-arts de Marseille
- Vierge à l'Enfant, Detroit Institute of Arts
- Le Chemin de Croix, Saint Jérôme au désert et un dessin préparatoire au Fitzwilliam Museum, University of Cambridge
- Flagellation, études, Metropolitan Museum of Art, New York
- Jésus chassant les marchands du temple, musée du Prado, Madrid
- La Cène, Nativité, Galerie Borghèse, Rome
- Repos pendant la fuite en Égypte, Bibliothèque Ambrosienne, Milan
- Le Retour de l'enfant prodigue, huile sur toile, 100 × 122,6 cm, Musée des beaux-arts, Libourne
- La Tonte des moutons, huile sur toile, 79 × 123,5 cm, Musée des beaux-arts, Rouen
- Entrée des animaux dans l'Arche, huile sur bois, 141 × 106 cm, Musée du Louvre, Paris
- Départ pour Chanaan, huile sur bois, 132 × 85 cm, National Gallery, Londres
- L'Adoration des bergers, Galerie nationale d'art ancien, Palais Corsini, Rome
- Le Martyre de saint Sébastien, Musée des beaux-arts de Dijon
- La Fuite en Égypte, huile sur toile, 119 × 198 cm, Norton Simon Museum[15]
- Le Christ aux outrages, huile sur toile, 122 × 182 cm, Musée des beaux-arts de Brest[16]

### Copies
- L'Annonce aux bergers, XVIIe siècle, huile sur toile, 86 × 115 cm. Musée d'Évreux
- Marchandes de volailles et chasseurs (copie partielle), XVIIe siècle, huile sur toile, 25,9 × 34,5 cm, Musée d'Évreux